# Босна и Херцеговина на Светском првенству у атлетици у дворани 2006.
Босна и Херцеговина је учествовала на Светском првенству у атлетици у дворани 2006. одржаном у Москви од 10. до 12. марта. Репрезентацију Босне и Херцеговине, на њеном четвртом учешћу на светским првенствима у дворани, представљао је један атлетичар, која се такмичио у бацању кугле.
Представник Босне и Херцеговине није освојио ниједну медаљу нити је оборен неки рекорд.

## Учесници
Мушкарци:
- Хамза Алић — Бацање кугле, члан АК Зеница из Зенице

## Резултати

### Мушкарци
| Атлетичар  | Дисциплина   | Лични рекорд | Квалификација | Квалификација | Финале               | Финале        | Детаљи |
| Атлетичар  | Дисциплина   | Лични рекорд | Резултат      | Место         | Резултат             | Место         | Детаљи |
| ---------- | ------------ | ------------ | ------------- | ------------- | -------------------- | ------------- | ------ |
| Хамза Алић | Бацање кугле | 19,01        | 18,42         | 16            | Није се квалификовао | 16. / 16 (18) |        |